# Gubernatorzy Saby
Gubernator Saby – przedstawiciel Królestwa Niderlandów na Sabie. Gubernator jest mianowany przez monarchę na okres sześciu lat. Przewodniczy posiedzeniom rady wykonawczej i rady wyspy. 

## Lista gubernatorów
| # | Zdjęcie | Imię i nazwisko       | Od                | Do                |
| - | ------- | --------------------- | ----------------- | ----------------- |
| – |         | (p.o.) Raphael Sorton | 1 kwietnia 1983   | 1 listopada 1983  |
| 1 |         | Wycliffe Smith        | 1 listopada 1983  | 2 listopada 1989  |
| 2 |         | Sydney Sorton         | 2 listopada 1989  | 19 listopada 1989 |
| 3 |         | Antoine Solagnier     | 19 listopada 1989 | 1 kwietnia 2006   |
| 4 |         | Sydney Sorton         | 1 kwietnia 2006   | 2 lipca 2008      |
| 5 |         | Jonathan Johnson      | 2 lipca 2008      | nadal             |